# Амир (имя)
Ами́р, Эми́р (араб. أمير‎ [ами́р]; перс. امير‎; ивр. אמיר‎) — многонациональное и многоязычное мужское имя. В переводе с арабского означает «правитель, предводитель», с персидского – «бессмертный», а с иврита – «крона дерева».
Распространено у мусульман и евреев Израиля. Именем с подобным значением является Брендон (англ. Brandon, от ирл. Breandán – «принц»), которое распространено в англоязычных странах.

## Известные носители
- Амир Дамар Коку — суданский футболист, защитник клуба «Аль-Меррейх» и сборной Судана.
- Амир Муиззи — известен под именем Амир Муиззи, персидско-таджикский поэт XI—XII веков.
- Амир Рашид Мухаммед — иракский политический деятель, генерал.
- Амир Хосров Дехлеви — индийский и персидский поэт, учёный, музыкант.
- Амир Хадир — квебекский политический деятель.
- Амир Халил — персидский художник.
- Амир ад-Дин — арабский архитектор при дворе Хубилая.
- Эмир Наджипович Наджип — советский учёный востоковед.
- Эмир Кустурица — югославский и сербский кинорежиссёр и актёр кино боснийского происхождения.

## Фамилии
- Амиров
- Эмиров